# 谷田部和沙
谷田部 和沙（やたべ かずさ、1995年5月10日 - ）は、日本の元AV女優。

## 略歴・人物
宮城県出身。
2014年12月、アダルトビデオメーカー・プレステージの専属女優としてデビュー。所属事務所はジーアースエンターテイメント。
2016年5月19日の公式ブログで引退を表明。

## 作品

### アダルトDVD
※メーカー表記のない作品は「プレステージ」
2014年
- 新人 プレステージ専属デビュー 谷田部和沙（12月19日）

2015年
- 一泊二日、美少女完全予約制。第二章 谷田部和沙の場合 山梨県○○温泉へのお泊り旅行。（1月10日）
- 初イキに挑戦します!! 人生でダントツ濃密なセックス3本番（2月20日）
- 新・絶対的美少女、お貸しします。 ACT.36（3月20日）
- 谷田部和沙がご奉仕しちゃう超最新やみつきエステ（4月22日）
- 女子マネージャーは、僕達の性処理ペット。 006（5月22日）
- スポコス汗だくSEX4本番! 体育会系・谷田部和沙（6月19日）
- 無垢な制服美少女と性交（7月21日）
- 天然成分由来 谷田部和沙汁120%（8月21日）
- 谷田部和沙の、いっぱいコスって萌えてイこう!（9月19日）
- 初ごっくん 出された精子、全部飲みました。（10月22日）
- 絶頂ランジェリーナ 6（11月20日）
- 48時間耐久連続巨根アクメ（12月19日）

2016年
- 変態ペット付き不動産 谷田部和沙付き賃貸物件 物件File.06（1月20日）
- 僕のセフレは同じ高校に通う姉（2月19日）
- 風俗タワー 性感フルコース3時間SPECIAL（3月19日）
- 人生初・トランス状態 激イキ絶頂セックス 谷田部和沙（4月9日）
- 谷田部和沙 なまなかだし（5月10日）
- 谷田部和沙 ナンパ待ちドキュメント（6月21日）
- 谷田部和沙 SUPER BEST 8時間（8月12日、GALLOP）※ベスト版
- 谷田部和沙 8時間 BEST PRESTIGE PREMIUM TREASURE vol.01（10月21日）※ベスト版